# Milton Resnick
Milton Resnick (7 de enero de 1917 - 12 de marzo de 2004) fue un pintor y maestro del Expresionismo abstracto, conocido por sus cuadros místicos, abstractos y figurativos. Le representaba la Galería Robert Miller de Nueva York. Nació en Bratslav, Ukraina,  y emigró a los Estados Unidos en 1922.
Resnick fue uno de los últimos supervivientes de la primera generación de expresionistas abstractos. En los años treinta pasó hambre, pintando en su buhardilla estudio de París. A finales de los cuarenta debatió sobre pintura con Willem de Kooning, Lee Krasner y Jackson Pollock, a veces en The Club, un lugar de reunión de artistas modernos alrededor de la Calle Décima de Nueva York. Como ellos, estaba luchando conseguir la cobertura de toda la superficie de sus cuadros, una manera de unir el fondo y el primer plano, para conseguir una resolución de opuestos, una metáfora de toda la dialéctiva. Mientras los otros se movieron hacia el lanzamiento o el arrastre de pintura por la superficie del lienzo, Resnick conservó una confrontación particularmente personal y desapasionada con la pintura a pincel.
Alcanzó la fama al tiempo en que el Pop Art se situaba en primer plano, sus grandes logros nunca tuvieron el reconocimiento que algunos pensaron que merecía, como una integración pictórica de la metafísica occidental y la filosofía oriental. En sus años de madurez, trabajó en una sinagoga convertida en la calle Eldridge en el Lower East Side, a la que acudían devotos estudiantes, admiradores, y su esposa y compañera de toda su vida, la pintora Pat Passlof. 

## Libros
- Marika Herskovic, American Abstract Expressionism of the 1950s An Illustrated Survey, Archivado el 29 de septiembre de 2007 en Wayback Machine. (New York School Press, 2003.) ISBN 0-9677994-1-4
- Marika Herskovic, New York School Abstract Expressionists Artists Choice by Artists, Archivado el 29 de septiembre de 2007 en Wayback Machine. (New York School Press, 2000.) ISBN 0-9677994-0-6